# Wytwórnia Ekstraktów Słodowych
Wytwórnia Ekstraktów Słodowych (WES) – zakład w Wolsztynie produkujący surowce słodowe dla przemysłu cukierniczego, piekarniczego oraz piwowarstwa domowego. WES powstał na bazie Browaru i Słodowni Wolsztyn, działającej od 1909 r, produkcję ekstraktów słodowych rozpoczął w 1956 r., natomiast nachmielonych ekstraktów słodowych (Brew-kit) dla piwowarów-amatorów w 2003 r., początkowo na zlecenie firmy Browamator, a od 2005 r. pod własną marką.